# Japantown (San Francisco)

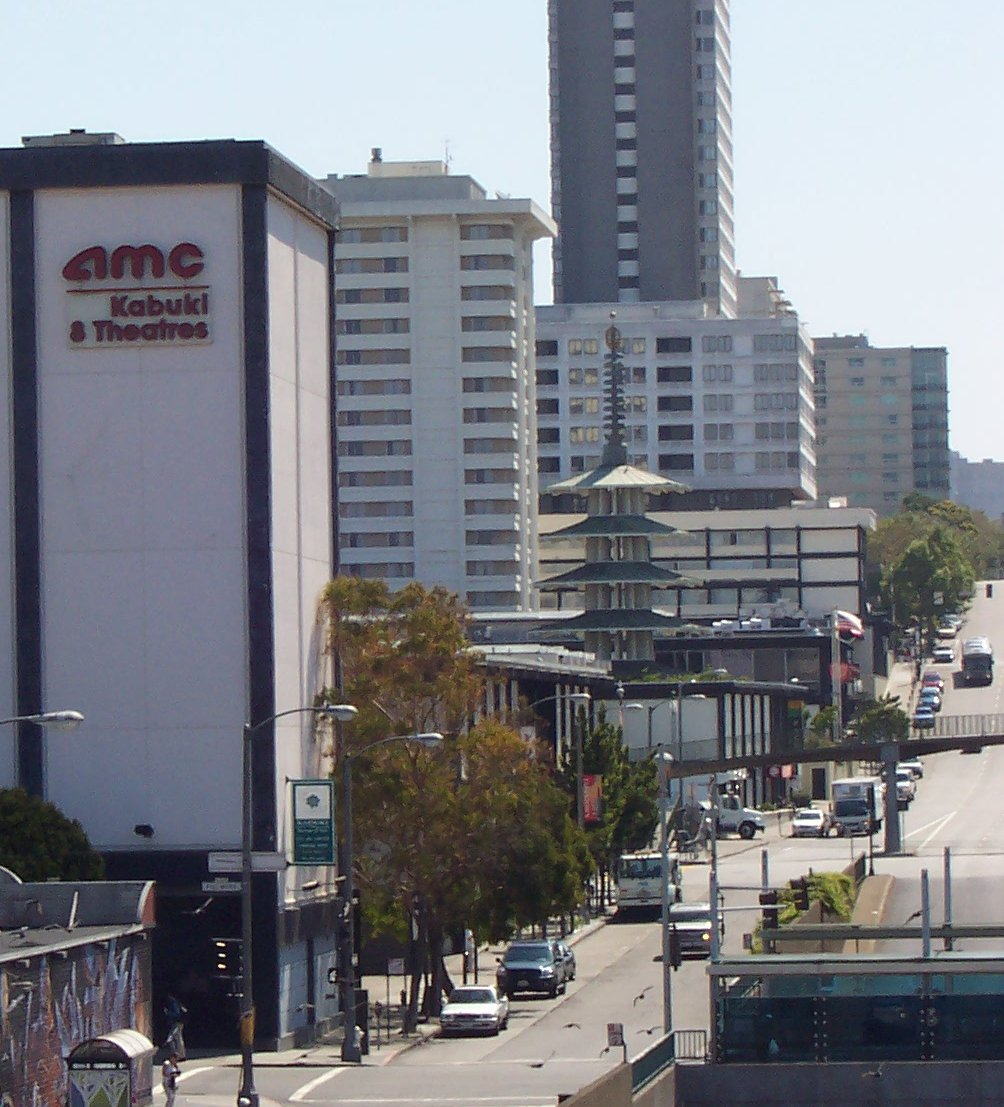
El Japan Center Peace Pagoda y el Sundance Kabuki 8, en el centro del barrio.

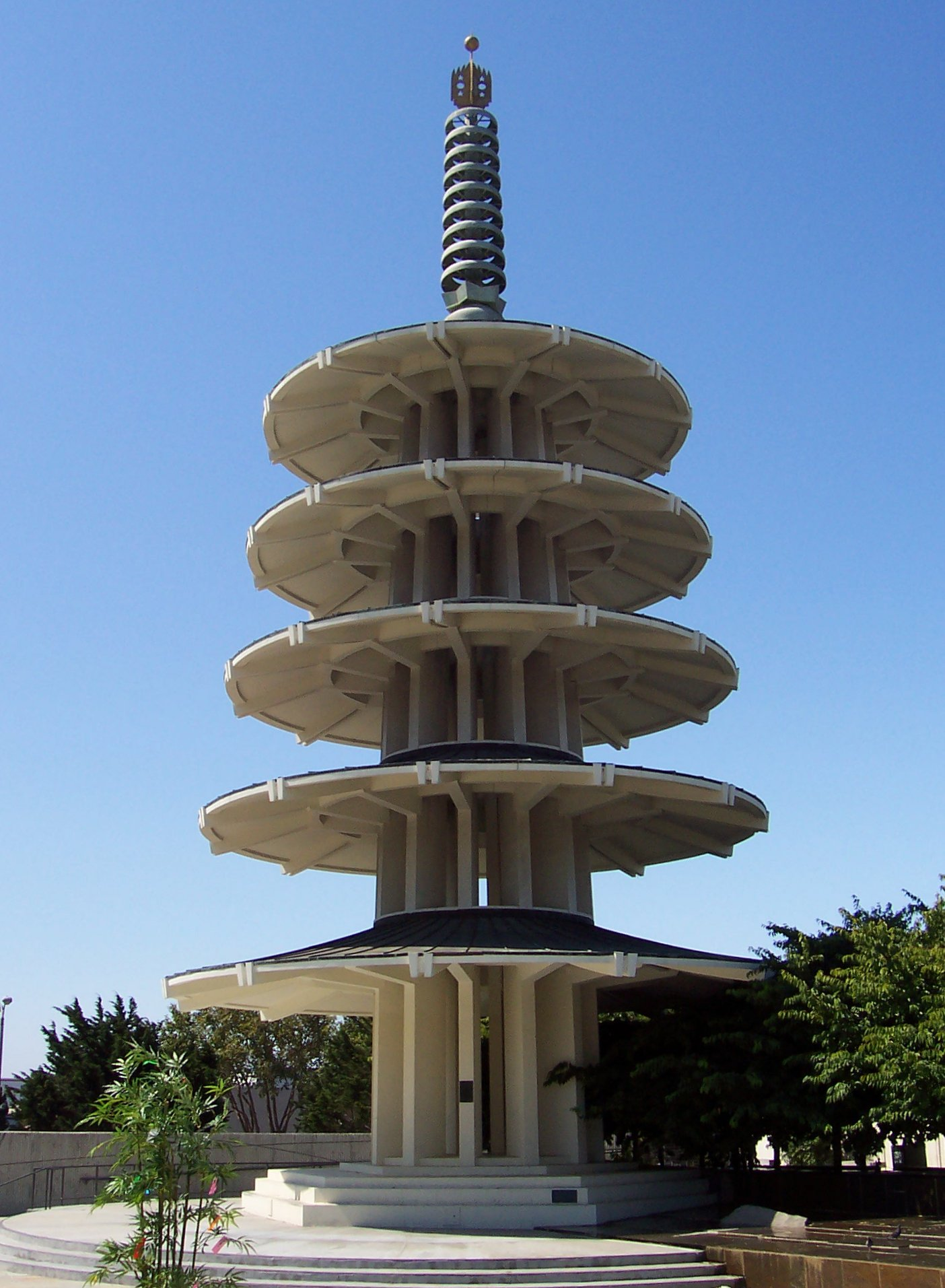
El Peace Pagoda.

Japantown (también conocido como Nihonmachi (en japonés: 日本町), Little Osaka, Funayville y J Town) es un barrio de San Francisco (California). El barrio japonés de San Francisco es el mayor y más antiguo enclave de este tipo en los Estados Unidos.

## Ubicación
La principal vía pública del barrio es la calle Post. Su punto focal es el Japan Center (abierto en 1968), un lugar de tres centros comerciales de estilo japonés, y el Peace Pagoda, una estupa de hormigón de cinco plantas diseñada por el arquitecto japonés Yoshiro Taniguchi y presentada a la ciudad por los ciudadanos de Osaka.

## Atractivos y características
La zona cuenta con un gran número de restaurantes japoneses, además de supermercados, centros comerciales, hoteles, bancos y otras tiendas, incluida una de las pocas librerías en el país de la cadena Books Kinokuniya. La mayoría de estas empresas se encuentran en el centro comercial del barrio, construido en la década de 1960 como parte de los esfuerzos de renovación urbana y dirigido por Kintetsu.
El barrio japonés de San Francisco celebra dos importantes festivales cada año: The Northern California Cherry Blossom Festival (que tiene lugar durante dos fines de semana cada mes de abril), y la Nihonmachi Street Fair (un fin de semana en el mes de agosto).